# Reginald Scot
Reginald Scot (Scott) (ok. 1538 - 9 października 1599) – angielski polityk, członek parlamentu, autor książki The Discoverie of Witchcraft (1584).

## Życiorys
Urodził się w ziemiańskiej rodzinie osiadłej w hrabstwie Kent. Studiował w Oksfordzie, ale nauki na uniwersytecie nie ukończył. Przez rok zasiadał w Izbie Gmin, następnie zarządzał majątkiem swego kuzyna Thomasa Scota. 

## Poglądy
Scot podchodził sceptycznie do sprawy czarów. Był pierwszym anglikiem, który otwarcie sprzeciwił się prześladowaniu czarownic. Według niego ofiarami procesów o czary padały najczęściej kobiety niezrównoważone i chore psychicznie, które jedynie uważały się za wspólniczki diabła, a w rzeczywistości nie wyrządzały jednak nikomu realnej szkody. Zgadzał się w tej kwestii z poglądami Johanna Weyera, którego uważał za autorytet w walce z prześladowaniem osób posądzanych o czary.

## The Discoverie of Witchcraft

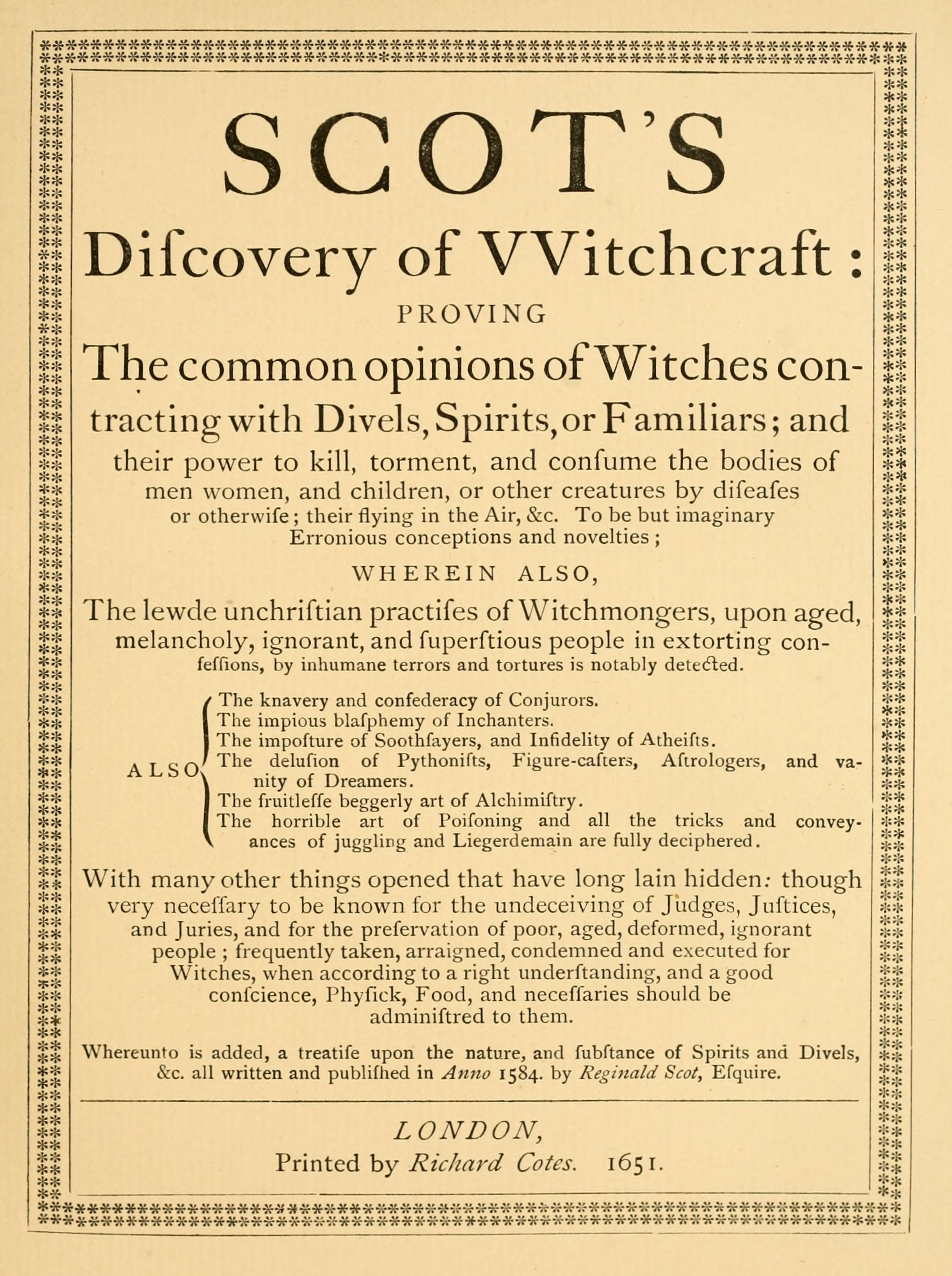
The Discoverie of Witchcraft (1651)

W swojej pracy The Discoverie of Witchcraft, wydanej w 1584 roku nie tylko kwestionował istnienie czarownic, ale też opisał techniki mentalizmu i iluzji. Król Jakub I uznał to dzieło za zakazane. Potępił je w 1597 roku w napisanym przez siebie traktacie pt. Daemonologie, a w roku 1603 nakazał spalić wszystkie jego kopie.